# 小河口镇 (石首市)
小河口镇，是中华人民共和国湖北省荆州市石首市下辖的一个乡镇级行政单位。

## 行政区划
小河口镇下辖以下地区：
永安社区、中洲村、永合闸村、新河村、黑瓦屋村、毕家铺村、河沟子村、合兴村、南河口村、新江村、南河洲村、杨波坦村、天心洲村、神皇洲村、郑家台村、季家咀村、半头岭村、黄沙坦村、杨苗洲村、老洲岭村和小河口村。